# 馬元義
馬 元義（ば げんぎ、? - 184年）は、中国後漢末期の人物。黄巾党の武将。張角の腹心。
184年（光和7年・中平元年）、張角は打倒漢王朝の挙兵をするため、同年春3月5日に洛陽を襲撃する準備を整えていた。荊州・揚州方面で数万人の信徒を集めていた馬元義は、朝廷の宦官を抱き込んで密謀を図るため洛陽に潜伏していた。しかしその前日、彼の部下であった唐周が皇帝直属の宦官に密告したため、計画が暴露されてしまった。
馬元義らは直ちに逮捕され、翌日に市場で車裂きの刑を受け、無惨な最期を遂げた。これを聞いた張角は憤激し、張曼成・波才らと連携して日を選ばずに大規模な反乱を起こした。これにより朝廷は朱儁・皇甫嵩・曹操・孫堅らを主軸とする討伐軍を編成し、鎮圧に向かうこととなった。

## 物語の中
小説『三国志演義』では、史実と同様に洛陽に潜伏しているが、工作の対象が十常侍に変更されている。
吉川英治の小説『三国志』及び横山光輝の漫画『三国志』では、物語は黄巾の乱真っただ中の時から始まるのだが存命しており、洛陽船という商船が停泊している街を襲撃した帰りに劉備を捕まえた人物として登場する。劉備に見込みがあるという理由でお供させ、黄巾党の成り立ちや教義を講義をしたりしている。しかし、劉備が所持する張角が求めていた茶をめぐって、代わりに劉備の形見の剣を強奪する（結局、副頭目の李朱氾（本作のみの架空の人物）によって茶は奪われる）。その後、監禁された劉備は芙蓉姫とともに逃走し、張飛に助けられる。劉備はその際に、張飛から馬元義らに奪われた剣と茶を取り戻してもらっている。その後は馬元義は登場せず消息不明となる。